# Ворон (село)
Во́рон (також Во́рун, крим. Vörün) — село в Україні, Феодосійського району Автономної Республіки Крим.

## Історія
Вперше село зустрічається в генуезьких джерелах у 1381 році як Lonolli (lo Volli), у ті часи воно було монастирем чи садибою у складі Солдайського консульства генуезького капітанства Ґотії.
Станом на 1886 у селі Таракташської волості Феодосійського повіту Таврійської губернії мешкало 442 особи, налічувалось 142 дворових господарства, існувала мечеть.
За переписом 1926 року в селі проживало 947 людини, з яких 943 було кримськими татарами. Всі вони буди депортовані у 1944 році з Криму.